# Kurzyca (rzeka)
Kurzyca – rzeka, prawy dopływ Odry o długości 22,19 km, powierzchni zlewni 125,74 km² i przepływie średnim niskim SNQ 0,31 m³/s.
Rzeka płynie w powiecie gryfińskim. Początek Kurzycy stanowi sieć rowów na meliorowanym torfowisku na południe od Białęgów. Przepływa m.in. przez Mieszkowice, a uchodzi do Odry koło wsi Czelin.
Niemiecka nazwa do 1945 r. to Kuritz (Kunitz, 1850 r.). Obecnie do nazwy rzeki nawiązuje wieś Kurzycko (niem. Vogtzstorp 1337, Voigtsdorf 1944).